# Biała Fabryka Geyera
Biała Fabryka – budynek fabryki Ludwika Geyera znajdujący się przy ulicy Piotrkowskiej 282/284 w Łodzi, obecnie siedziba Centralnego Muzeum Włókiennictwa. Od 2015 roku pomnik historii. Kompleks klasycystycznych budynków, jeden z najstarszych w Polsce zabytków przemysłowej architektury.

## Historia

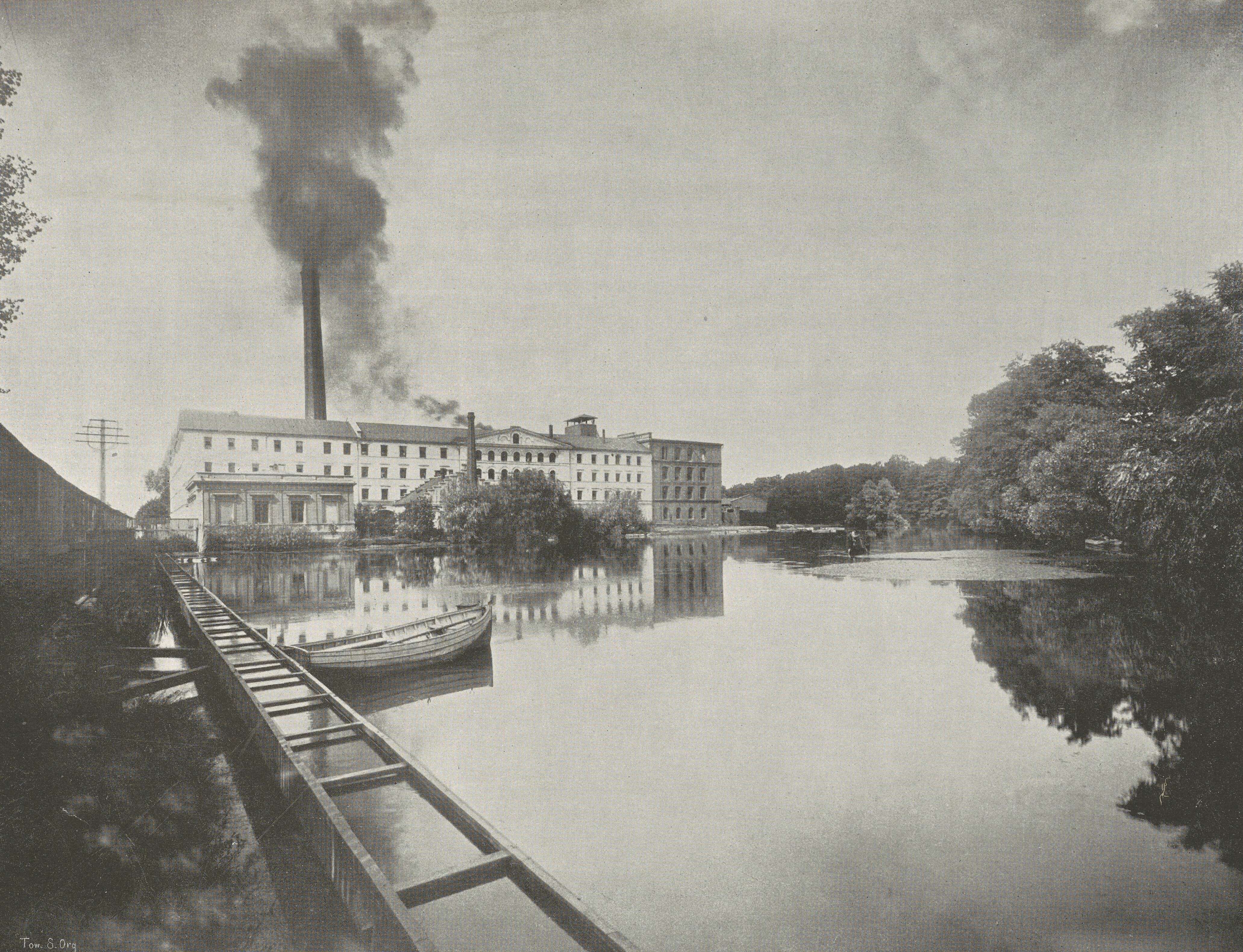
Biała Fabryka (widok z XIX wieku)

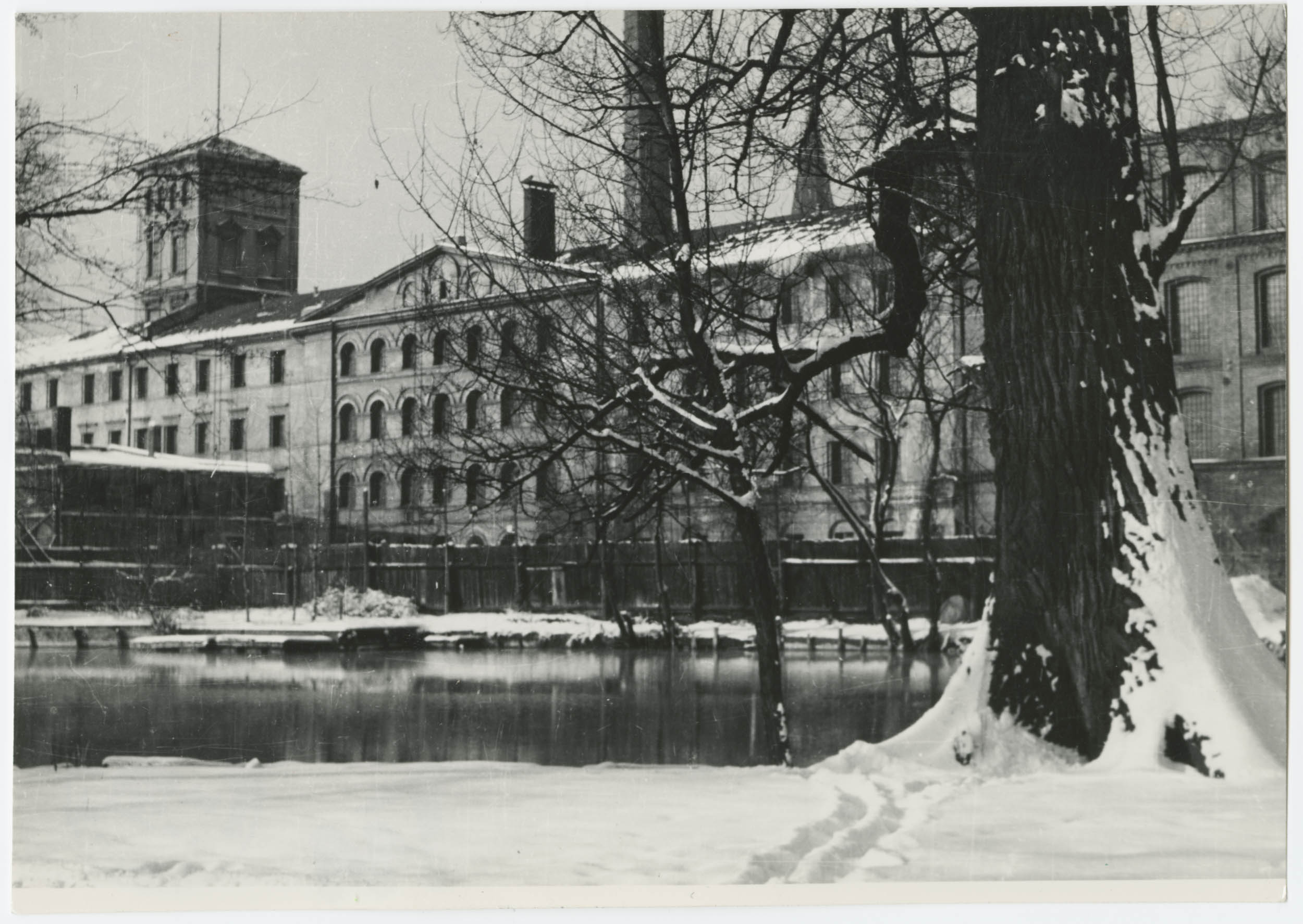
Fabryka w latach 50.–60. XX wieku

Budowa budynku wielkiej przędzalni i tkalni mechanicznej, która została ulokowana na posesji przy ulicy Piotrkowskiej 282/284, została rozpoczęta w 1835 roku. Ukończoną w 1837 roku fabrykę nazywano „Białą Fabryką”, gdyż w przeciwieństwie do późniejszych budynków fabrycznych była otynkowana. Rok później do głównego budynku dobudowano trzypiętrowy pawilon fabryczny, a w roku 1848 drugi pawilon – również trzypiętrowy. Pod koniec roku 1838 Ludwik Geyer zainstalował w „Białej Fabryce” pierwszą w Łodzi maszynę parową o mocy 60 KM. Rozpoczęła się w ten sposób mechanizacja przemysłu włókienniczego, czego oznaką było pojawienie się w Łodzi pierwszego komina fabrycznego. W 1840 fabryka zatrudniała około 600 osób
Budując założenie fabryczne Geyer skorzystał z pomocy rządu. Uzyskał w Banku Polskim preferencyjną pożyczkę w wysokości 400 000 złotych. Oprócz tego zaciągnął 175 769 złotych pożyczki kaucyjnej i 24 230 zł pożyczki z kasy miejskiej. Łącznie ze środkami własnymi pozwoliło to na uruchomienie w 1839 najnowocześniejszej fabryki na terenie Królestwa. Geyer zakupił maszyny u najlepszego wówczas producenta, braci Cockerill w Belgii. Otwarta przędzalnia miała 7584 wrzeciona i 180 warsztatów tkackich. Same budynki fabryki stanowią przykład architektury przemysłowej. Wzniesione zostały w stylu klasycystycznym i były wzorowane na budownictwie mieszkalnym.

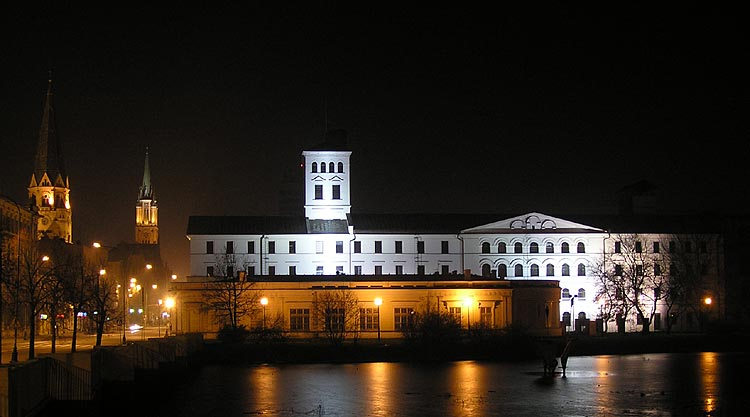
Biała Fabryka Geyera

W 1959 roku budynek został przejęty przez Muzeum Historii Włókiennictwa, które od 1 stycznia 1960 roku uzyskało status samodzielnej placówki muzealnej. W 1975 roku nazwa instytucji została zmieniona na Centralne Muzeum Włókiennictwa. W roku 2015 fabryka została uznana za pomnik historii.